# 필리파 드 툴루즈 여백작
필리파 드 툴루즈(Philippe de Toulouse, 1073년 ~ 1118년 11월 28일)는 아키텐 공작 부인이자 툴루즈 여백작이다. 툴루즈의 필리파 또는 루에르게의 필리파로 지칭되기도 한다. 몇몇 역사가들은 그녀가 아라곤 왕국의 왕 산초 라미레즈와 결혼한 적이 있다면서, 그녀를 아라곤과 나바르의 왕비라고 부르기도 해야 한다고 하지만, 현대에 와서는 결혼을 했다는 근거가 확실하지 않다고 보고 있다.

## 생애

### 성장기와 결혼
필리파는 툴루즈 백작 기욤 4세와 모르땅의 엠마와의 사이에서 대략 1073년 쯤에 태어난 것으로 추측되는데, 둘 사이에서 태어난 자식 중에서 유일하게 살아남았기 때문에 툴루즈 영지의 법에 따라 그녀가 상속인이 되었다. 그녀의 아버지는 1088년이 되자 팔레스타인 지방으로 성지순례를 떠나면서 동생 생질의 레몽을 후견인으로 지정했다. 떠나기 전에 딸의 상속권을 박탈하기 위해 아라곤 왕에게 시집을 보냈다는 주장이 있으나, 사료를 살펴보면 아라곤 왕은 이전에 결혼했던 부인과 1094년에 죽을 때까지 결혼 생활을 지속했던 것으로 보인다.
하지만 만약 진짜로 그녀가 아라곤 왕과 결혼하지 않았다면 어린 시절의 삶에 미스테리한 점이 생긴다. 1094년 아버지가 죽음으로 숙부 레몽 4세가 그 뒤를 이을 때까지 그녀는 아키텐 공작 기욤 9세와는 결혼하지 않은 것으로 알려졌는데, 아버지가 죽기 전까지의 그녀의 삶, 숙부에게 상속권을 빼앗긴 과정, 결혼 과정 등이 알려져 있지 않기 때문에 앞뒤가 안맞는 부분이 생기기 때문이다. 그래서 그녀와 아라곤 왕의 결혼을 주장하는 학자들은 그 결혼으로 레몽 4세가 그녀의 상속권을 가로채고, 그녀의 주장을 효율적으로 차단할 수 있었다라고 설명한다. 이후 산초가 죽으면서 그녀는 재혼할 권리를 얻게 되어 스스로 신랑감을 선택했다라고 한다. 그 외에 상황설명없이 필리파가 아라곤 왕에게 시집갔다는 주장을 채택해, 미망인이 된 그녀를 기욤 9세가 데려왔다고 기술한 사람도 있다. 확실한 것은 아버지가 죽은 후부터 툴루즈 영지에 대한 그녀의 상속권 주장은 무시되었고, 레몽이 백작이 되었다는 점이다. 그 후 필리파는 기욤 9세와 결혼을 마음먹었는데, 기욤은 미남자에다 여자의 마음에 맞춰줄 줄 알았으며, 무엇보다도 유럽에서 가장 두드러진 공작 중의 하나였기 때문에 그녀에게 새로운 삶을 줄 수 있는 능력이 있었다. 마침 아키텐 공작령은 툴루즈 바로 옆에 위치해 있었고 이는 그녀가 좀 더 손쉽게 툴루즈를 되찾을 가능성을 높여줄 수 있었고, 정말로 기욤은 아내가 될 사람에게 그녀의 소망을 들어주겠다고 약속했다. 둘의 결혼은 일사천리로 진행됐다. 어째서 숙부 레몽이 이런 위험한 조카 사위를 들이는 것을 허락했는지, 혹은 그 일에는 관여할 선택권이 없었는지는 알 수 없다.

### 정치 생활
레몽 4세는 1096년 가을 제1차 십자군에 참가하기 위해 아들 베르트랑에게 영지를 맡긴 후에 떠났다. 그러나 1098년 봄이 되자 기욤 9세와 필리파는 툴루즈로 진군해와 영지를 탈환했다. 다음 해에 그녀는 첫째 아들 기욤을 낳았다.
1099년 남편 기욤 9세는 그녀를 푸아티에의 섭정으로 지정한 후에 십자군에 참가하기 위해 떠났다.
필리파는 성인 아르브리셀의 로베르의 열렬한 추종자였고, 기욤을 설득하여 푸아티에 영지의 북쪽 지역에 동정녀 마리아에게 봉헌된 종교 공동체를 설립하도록 했다.
1100년경에 남편이 십자군에 참가하는 군대를 조직하기 위해 많은 돈을 빌리려고 툴루즈를 그녀의 사촌 베르트랑에게 담보로 넘기자 까무라칠 지경이었다. 툴루즈에서 나와 푸아티에 영지의 수도로 간 그녀는 남편의 부재 기간 동안 섭정으로 영지를 다스렸다.
기욤이 되돌아 온 후에도 둘은 기꺼이 함께 하며 다섯 딸과 아들 레몽을 더 낳았다.
다만 그녀는 공작이 자신의 연애 행각과 음탕한 말을 담은 시는 무시하고는 대신에 종교에 빠져드는 것으로 위안을 삼았다. 특히 그녀 자신이 열렬한 후원자였던 퐁트브로 수녀원의 설립자가 남긴 교리에 집착했는데, 그 교리는 남성에 비해 여성의 우월성에 관한 것이었다. 그녀의 이러한 모습은 당대의 많은 남성들에게 공격적으로 비춰지기 쉬웠고, 기욤의 그녀에 대한 불만은 갈수록 커져갔다. 그로 인해 기욤도 그녀의 심기를 건드리는 행동을 하게 되었고 둘 사이는 악화 일로를 걸었다.
베르트랑이 9살의 배다른 동생 알폰세 쥬르뎅만 남긴 채 시리아에서 1112년에 사망하자, 툴루즈는 누구의 저지도 받지 않고 1113년에 두 부부 사이의 소유로 되돌아 왔다. 이로 인해 필리파는 1114년까지 툴루즈를 다스리느라 여념이 없었다. 1114년 툴르즈에서 푸아티에로 되돌아 왔을 때 그녀는 자신의 남편이 샤틀르로 자작 에므리 드 로슈푸코의 부인인 당제로사 드 릴 부샤르를 정부로 삼아 그녀의 궁으로 데리고 온 사실을 알게 되었다. 이에 필리파는 친구들과 교회에 도움을 받아 연적을 축출하려고 했으나, 누구도 공작에게 정부를 포기하라는 충고를 하려고 하지 않았고 그녀의 노력은 무위로 그쳤다.

### 생애 후기
1116년, 오랜 세월 동안 헌신을 바쳤던 남편이 이와 같은 배은망덕으로 되갚자 큰 충격에 빠진 필리파는 궁을 떠나 퐁트브로 수녀원으로 은거했다. 그곳에는 남편의 전부인인 에르망가르드 당주가 머무르고 있었는데 그녀와 동병상련의 처지가 되어 서로를 위로하게 되었다.
1118년 11월 28일, 남편과 정부가 여전히 살아있는 상황에서 수녀원에서 먼저 사망한 그녀의 사인은 딱히 밝혀진 바가 없다. 에르망가르드는 필리파의 복수를 위해 당제로사를 쫓아내려고 시도한 적이 있었으나 실패했다.